# Santa Eugènia d'Agullana
Santa Eugènia d'Agullana és una església del municipi d'Agullana inclòs en l'Inventari del Patrimoni Arquitectònic de Catalunya.

## Descripció
L'ermita de Santa Eugènia és un edifici situat en direcció al coll del Portell. És un edifici d'una sola nau, capçalera rectangular i amb un frontó afegit al lateral nord, en època posterior a la resta de l'edificació. Al frontis hi ha una portalada, en arc de punt rodó amb un guardapols que el ressegueix. És de pedra granítica. Hi ha també un campanar de cadireta, d'una sola obertura, d'època molt posterior. A l'interior de la nau hi ha un cor al damunt de l'entrada i coberta amb volta de quatre trams. La capçalera és totalment arrebossada. L'aparell és heterogeni on predominen els còdols, amb carreus més o menys treballats en els escaires.

## Història
Fou construïda entre 1630 i 1644 i ampliada entre 1668-1676. Encara que més modernament seria restaurada.